# تشن جيان
تشن جيان (بالصينية: 陈健) هو سياسي صيني، ولد في 1 يوليو 1952 في الصين.